# AngularJS
AngularJS este un cadru web frontal cu  sursă deschisă bazat pe JavaScript pentru dezvoltarea aplicațiilor web monopagină.